# 春日山站
春日山站（日语：／ Kasugayama eki */?）位於日本新潟縣上越市，是越後心動鐵道妙高躍馬線的車站，過去是JR東日本信越本線一部份，由新潟分社管轄，業務則由下設的「JR新潟商務」負責，2015年3月14日因北陸新幹線，妙高高原～直江津之間的新潟縣路段改交由越後心動鐵道營運，由於使用人數相對較多，接手後改為直營站，每日的日間時段有正式站員駐守，但早晨及晚上則為無人站。站名源自於附近的春日山城。

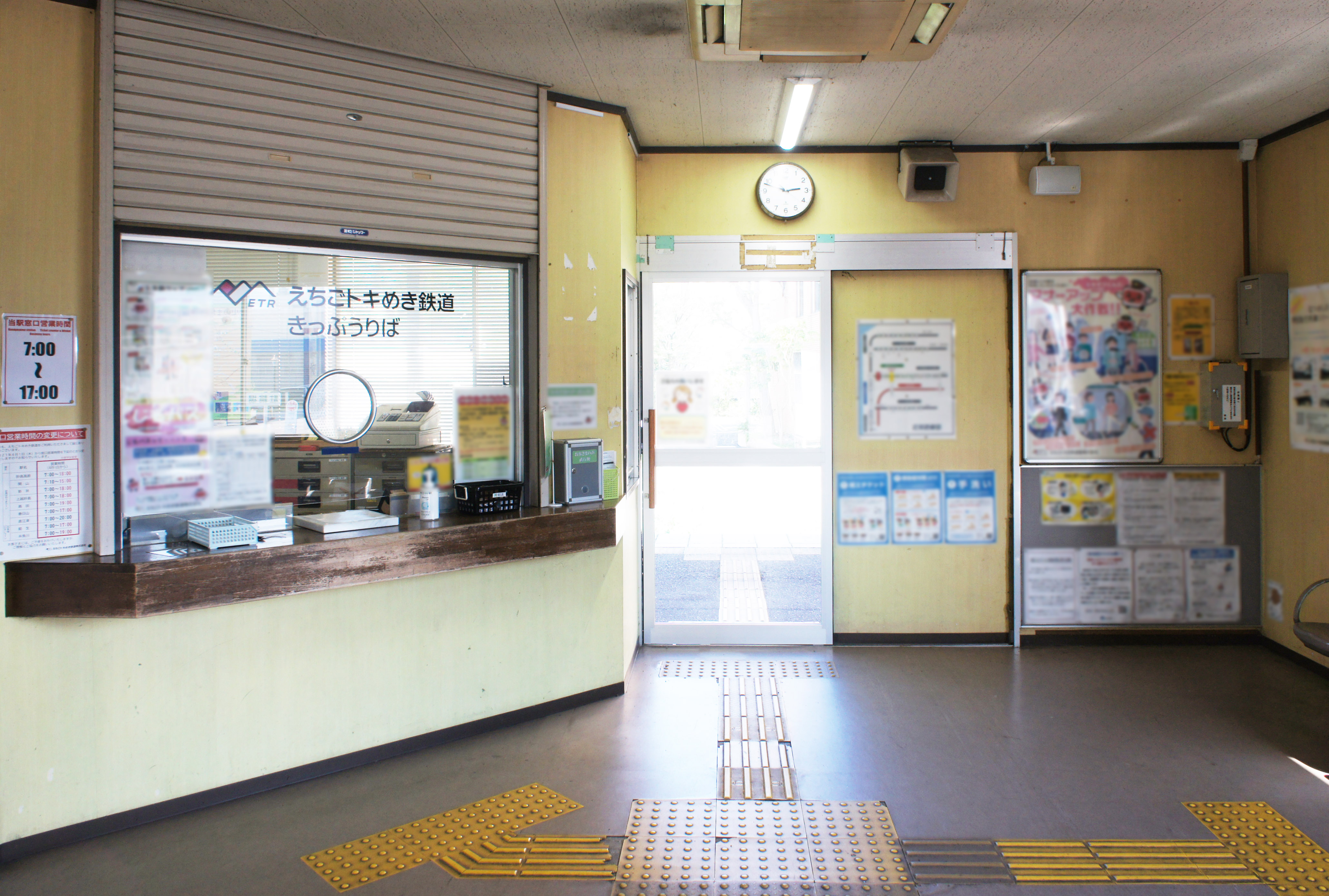
驗票口(2021年8月)

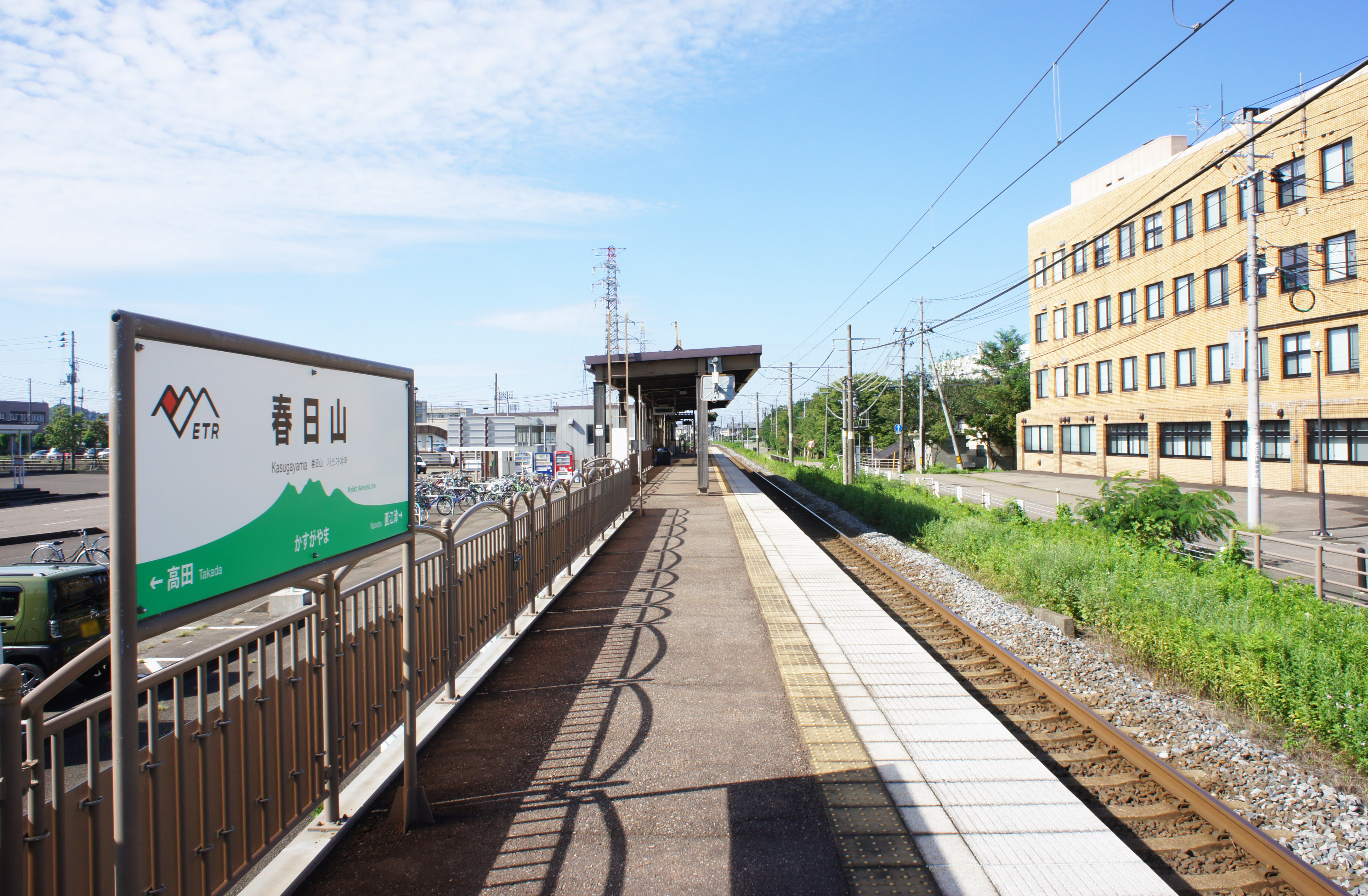
月台(2021年8月)

## 車站結構
現時使用中的第2代站房是以鋼板建成的單層建築。2002年12月因應附近用地的再規劃，車站由靠向直江津站約400公尺外遷移至現地。遷站時，曾規劃在現地興建一座三層高的建築物，並將上越商工會議所等地域組織遷移至此，不過時隔超過十年，有關的建築物仍未有任何動工的跡象。
為了方便輪椅使用者，站房特意把地台加高，令閘口與月台位處同一水平，並在車站入口加設了無障礙斜道，正門掛有由舊站舍卸移過來的木製直書舊站牌，車站右側為候車大堂及趟門式閘口，設有自動售票機及候車座椅；前端為洗手間；左側後端為票務窗口，雖然不是綠窗口，但仍可透過JR東日本的票務系統購買全國鐵路車票；前端則為職員專用工作間。

### 第1代站房
為單層木製建築物，為當時一般郊外車站站房的標準，同樣設有候車大堂、票務處及員工休息室，洗手間則加建於右側站舍外，並須通過閘口後才能到達。
現時只設有側式月台1個，為列車不能交換車站，有效長度為6輛，可讓JR時代的快速「頸城野」列車及繁忙時段的增併普通列車能夠停靠。舊車站時代，則為島式月台，採用主／副線設計，主要供上、下行列車交換之用。遷站後，月台被拆去，但側線路軌及向新站方向的轉轍器則仍然保留（直江津方向的轉轍器則已被拆去，並加上終端式停止裝置），現時間中作為列車停泊用途。列車靠站時，往直江津方向為左側上落；往妙高高原方向為右側上落。

### 月台配置
| 路線        | 方向 | 目的地                                             |
| ----------- | ---- | -------------------------------------------------- |
| ■妙高躍馬線 | 上行 | 上越妙高、新井、二本木、妙高高原方向               |
| ■妙高躍馬線 | 下行 | 直江津、經■信越本線往新潟、經■北北線往越後湯澤方向 |

## 歷史
- 1928年10月26日：開業[4]。
- 1987年4月1日：國鐵分割民營化，車站由東日本旅客鐵道承繼。
- 2002年12月1日：車站向直江津方向（北側）移遷400公尺[5]、改為單線雙程行車、列車不能再在此進行交換。
- 2015年3月14日：隨北陸新幹線長野站～金澤站間延伸開業，JR東日本信越本線直江津～妙高高原轉由越後心動鐵道營運。

## 使用狀況
近十年的客量有明顯的增長，2013年度的乘車人數比2000年度多近1倍。
| 年度 | 一日平均乘車人數 |
| ---- | ---------------- |
| 2000 | 383              |
| 2001 | 358              |
| 2002 | 355              |
| 2003 | 402              |
| 2004 | 439              |
| 2005 | 484              |
| 2006 | 535              |
| 2007 | 577              |
| 2008 | 609              |
| 2009 | 603              |
| 2010 | 635              |
| 2011 | 681              |
| 2012 | 713              |
| 2013 | 732              |
| 2014 | （資料欠奉）     |
| 2015 | 686              |
| 2016 | 754              |
| 2017 | 778              |
| 2018 | 783              |
| 2019 | 788              |
| 2020 | 662              |
| 2021 | 665              |
| 2022 | 698              |
| 2023 | 727              |

## 相鄰車站
越後心動鐵道
■妙高躍馬線
- 大部份特急「白雪」

通過
- 特急「白雪」1號及6號、■普通

高田－春日山－直江津

## 外部連結
- 越後心動鐵道春日山站公式網頁。 （页面存档备份，存于） （日語）